# Helmut Schagerl

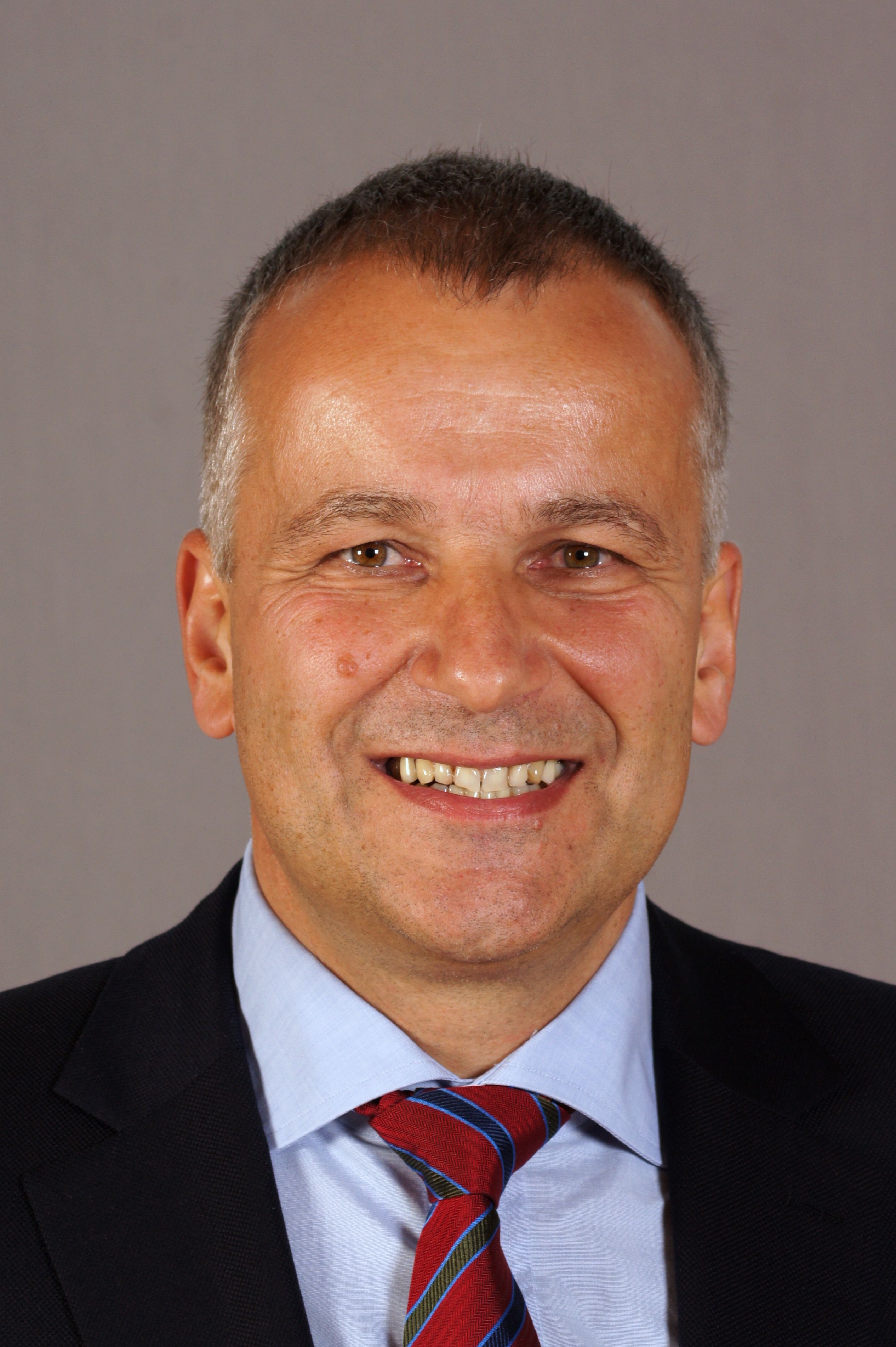
Helmut Schagerl 2013

Helmut Schagerl (* 18. April 1960 in St. Georgen am Reith) ist ein österreichischer Politiker (SPÖ) und Bautechniker. Schagerl war von 2009 bis 2018 Bürgermeister von St. Georgen und von 2013 bis 2018 Abgeordneter zum Landtag von Niederösterreich.

## Ausbildung und Beruf
Nach dem Besuch der Pflichtschule absolvierte Schagerl von 1975 bis 1978 eine Maurerlehre und von 1978 bis 1982 den Vorbereitungskurs zur Baumeisterkonzessionsprüfung. Er besuchte die Werkmeisterschule für Bautechnik und legte 2006 zudem die eisenbahnbautechnische Prüfung ab. 
Beruflich war Schagerl von 1982 bis 1988 als Bautechniker und ab 1987 Bauleiter für Großbauvorhaben bei der GESIBA Gemeinnützige Siedlungs- und Baugesellschaft m.b.H. beschäftigt, danach war er von 1988 bis 1989 als Bauleiter für die Errichtung des AKH Wien im Dienst der VOEST-ALPINE Medizintechnik GesmbH aktiv. Er wechselte 1989 zur EKAZENT Bautenverwaltung GesmbH, wo er bis 1996 als Bautechniker und Projektleiter für diverse kommunale Großprojekte arbeitete. Nachdem er von 1997 bis 1998 Leiter der Verdingungsabteilung in der Niederlassung Wien der ALPINE Bau GmbH gewesen war, wechselte er 1998 zur Eisenbahn-Hochleistungsstrecken AG/ÖBB Infrastruktur AG. Dort hatte er in der Folge die örtliche Bauaufsicht für den Westbahn-Abschnitt St. Peter–Seitenstetten inne, war von 2001 bis 2006 Leiter der örtlichen Bauaufsicht für den Abschnitt Aschbach–Krenstetten und war ab 2006 Leiter des Baumanagements für den Tunnelausbau Lainzer Tunnel.

## Politik und Funktionen
Schagerl trat bereit 1976 der Sozialistischen Partei bei und wurde im selben Jahr Obmann der Sozialistischen Jugend. Er war von 1985 bis 1995 als Gemeinderat der Gemeinde St.Georgen am Reith aktiv, fungierte danach von 1995 bis 2000 als geschäftsführender Gemeinderat und von 2000 bis 2005 wieder als Gemeinderat. 2005 übernahm er erneut die Funktion des geschäftsführenden Gemeinderats und wurde Fraktionsobmann der SPÖ. 2009 wurde Schagerl zum Bürgermeister gewählt. Seit 2010 hat er die Funktion des Mitglieds des Parteipräsidiums der SPÖ-Bezirksorganisation Amstetten inne. Bei der Landtagswahl in Niederösterreich 2013 kandidierte Schagerl auf dem ersten Platz der SPÖ-Liste im Landtagswahlkreis Amstetten, nachdem er sich gegen seine parteiinterne Konkurrentin, die Bürgermeisterin von St. Valentin Kerstin Suchan-Mayr, in einer Stichwahl durchgesetzt hatte. Er wurde am 24. April 2013 als Landtagsabgeordneter angelobt.
Am 23. Mai 2017 kam es aufgrund der bevorstehenden Landtagswahl 2018 zu einer neuerlichen Kampfabstimmung zwischen Schagerl und Suchan-Mayr. Diesmal war das Ergebnis umgekehrt. Suchan-Mayr übernahm sein Mandat nach der Landtagswahl in Niederösterreich 2018.
Im April 2018 wurde bekannt, dass ihm im Mai 2018 Birgit Krifter (SPÖ) als Bürgermeisterin von St. Georgen am Reith nachfolgt.

## Privates
Schagerl ist verheiratet und Vater eines Sohnes sowie einer Tochter.